# Dargaud
Dargaud is een Franse uitgeverij van stripboeken met vestigingen in Parijs, Brussel en Marcinelle. De uitgeverij is eigendom van het mediaconcern Média-Participations.

## Geschiedenis

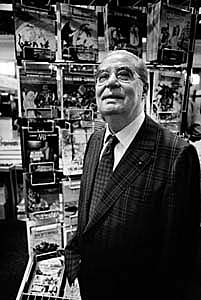
Georges Dargaud in 1988.

De uitgeverij werd in 1943 opgericht door Georges Dargaud en gaf in eerste instantie vooral damesromans uit. In 1948 begon Dargaud met de Franstalige editie van het weekblad Kuifje en in 1960 werd het in 1959 door René Goscinny, Jean-Michel Charlier en Albert Uderzo begonnen wekelijkse stripblad Pilote aangekocht, met succesvolle series als Asterix, Blueberry en Mick Tangy. In 1968 stapte Morris, bekend van de westernserie Lucky Luke, na een conflict met uitgever Dupuis over naar Dargaud.
In 1974 werd Pilote een maandblad en bracht Dargaud twee nieuwe stripbladen uit: het westernblad Lucky Luke en het komische stripblad Achille Talon. Deze werden echter geen succes en ze werden beide binnen een jaar stopgezet. In 1982 werd het stripblad Charlie gekocht, waarmee Dargaud de grootste stripuitgever van Europa werd. In 1987 verkocht Georges Dargaud zijn bedrijf aan het Belgische-Franse mediabedrijf Média-Participations. Wegens koerswijzigingen van de nieuwe eigenaar verlieten belangrijke artiesten als Enki Bilal en Philippe Druillet de uitgeverij. In 1986 werd uitgever Le Lombard gekocht en in 1989 werd gestopt met Pilote.
Tussen 1994 en 2003 werden verschillende animatiestudio's gekocht, waarmee de rechten van animatieseries als De avonturen van Kuifje, Lucky Luke en Asterix werden binnengehaald. In 2004 werd ook uitgeverij Dupuis overgenomen door Média-Participations.

## Stripreeksen
Hier volgt een incomplete lijst van stripreeksen die door Dargaud worden en werden uitgegeven.
- Agence Hardy
- Aldebaran
- Alex
- Asterix
- Axel Moonshine
- Betelgeuze
- Blacksad
- Black Op
- Blake en Mortimer
- Blueberry
- Bob Morane
- Bollie en Billie
- Bruno Brazil
- Cutie B
- De Aasgieren
- De adelaars van Rome
- De Janitor
- De Jolige Jungle
- De onnoembaren
- De Schorpioen
- De Sliert
- Djinn
- Durango
- Harry Dickson
- Iznogoedh
- Julie Wood
- Jonathan Cartland
- Karaat
- Lefranc
- Leonardo
- Lucky Luke
- Luc Orient
- Mac Coy
- Michel Vaillant
- Murena
- Oknam
- Olivier Blunder
- Op zoek naar de tijdvogel
- Over de grenzen van de tijd...
- Philémon
- Ramiro
- Ravian en Laureline
- Robin Hoed
- Roodbaard, De jonge jaren van Roodbaard
- Ta-Ar
- Tanguy en Laverdure
- Tovenarij
- Tramp
- Undertaker
- XIII
- Waanzin-Waanzuit
- Wayne Shelton
- Zwier de zwerver